# 테케테케
테케테케는 하반신이 사라진 모습으로 묘사된다. 유령, 혹은 요괴의 명칭또는 그에 얽힌 이야기 제목이다. 양팔을 사용해서 이동할 때 테케테케하는듯한 소리 때문에 이름으로 불리게 되었다.
테케테케와 반대로 하반신만있는 귀신을 '트코트코'라고 말할 수 있다.

## 개요
겨울의 홋카이도의 건널목에서 여성이 열차에 치여 상체와 하체가 절단되었지만, 지나친 추위에 혈관이 수축하기 때문에 출혈이 멈추고 즉사를 못하고 몇 분간 괴로워하면서 죽어갔다고한다. 괴로워하고 후에 즉사에 이르는 경우도 있다.
이 말을 들은 사람 자리에는 3일 이내에 하반신이 없는 여자의 영혼이 나타난다. 도망쳐도 시속 100 ~ 150km의 빠른 속도로 쫓아오므로 제거주문을 외우지못하고 끔찍하게 당한다. 또한 그 이상한 속도와 움직임과는 정반대로, 얼굴은 동안으로 예쁜미소를 지으며 쫓아오기 때문에 그 두려움을 더욱 조장한다고 한다.
종종 '여성'이라고 하지만 드물게 남성으로 묘사되기도 한다.
겨울의 홋카이도의 아사히카와방면에서 샤카샤카 진짜이름. 현지인들은 이름도 말하고 싶어하지 않는다고한다. 시신의 하반신만이 없기 때문에 자신의 다리를 찾고있다는 것.

## 고찰

### 이야기의 구상
테케테케의 스토리는 크게 두 부분으로 나뉜다.
- 테케테케가 유령이 된 이유
- 그 일화를 들었다는 것에 대한 서프라이즈

먼저 일화를 소개하고 공포심을 부추긴 후 '이 이야기를 들은 사람의 자리에도 나타난다'고 덧붙인다 것으로, 한층 더 두려움을 증폭하기 위한 것이다.

### '출혈의 정지'에 대해서
테케테케인연에 '지나친 추위에 혈관이 수축되어, 출혈이 그쳤다'고 있지만 현실은 '겨울의 홋카이도'의 추위 정도로는 그런 일이 일어나지 않는 것으로 알려져 있다.

## 구성요소
많은 이야기꾼에 의해 해석이 이루어지기 위해, 통합되는 줄거리, 의도에 따라 구성 요소가 변화한다. 아래에 그 예를 든다.
사고현장
겨울의 홋카이도 건널목
홋카이도 역
사고피해자
여고생
샐러리맨풍의 남자
OL
여중생
전차운전사・차장
사고원인
과실에 의한 사고
자살
사망까지의 시간
몇 분
수십 분
30분
귓니의 결손 부위
하복부 아래
두 사지
유령의 도보 방법
양손을 사용해서 보행
팔꿈치에서 포복 전진
출현
꿈속에서 쫓긴다.
침실에 나타난다.
하교 도중에 나타난다.
테케테케 이야기를 믿지 않는 사람에게
방과후 교정에 있으면, 학교 창문에서 내려와...
주문
'지옥으로 돌아가라'
주문은 없음 (반드시 끔찍하게 당한다)
주문을 외우지 않으면
다리가 절단된다.
아무것도 일어나지 않는다.
죽는다 (허리를 끊어진다)
죽는다 (목, 손목, 발목이 절단된다)
죽는다 (살해)
귀신의 통칭
てけてけ 가라가라?
シャカシャカ 샤카샤카?
パタパタ 톡톡?
コトコト 코트코트?
ひじかけババア 팔걸이 줌마?
ひじ子さん 팔꿈치 아이씨
カタカタ 카타카타?
그러나 하반신 절단 중상을 운전기사가 입는 사고가 실제로 일어나고 있으며, JR 홋카이도에서는 사고의 원인이 된 결함이 있던 JR 홋카이도 기하 130형 기동차를 은퇴시켰다.

## 소개된 작품
- 영화 〈テケテケ〉
- 영화 〈テケテケ2〉

## 같이 보기
- 화장실의 하나코상
- 빨간 마스크